# Баранівська територіальна громада
Баранівська міська територіальна громада — територіальна громада в Україні, у Звягельському районі Житомирської області. Адміністративний центр — місто Баранівка.

## Загальна інформація
Площа території громади — 603,4 км², кількість населення — 25 688 мешканців, в тому числі: міське — 16 471 особа, сільське — 9 217 осіб (2020).
Станом на 2018 рік, площа території громади становила 593,7 км², кількість населення — 22 972 мешканців.

## Населені пункти
До складу громади входять 1 місто (Баранівка), 2 селища (Полянка і Порцелянове) і 32 села: Берестівка, Будисько, Вишнівка, Вірля, Володимирівка, Глибочок, Гриньки, Деревищина, Жари, Зеремля, Зрубок, Іванівка, Йосипівка, Кашперівка, Климентіївка, Лісове, Марківка, Мирославль, Млини, Озерянка, Острожок, Рогачів, Рудня, Середня, Ситисько, Смолдирів, Смолка, Стара Гута, Суємці, Табори, Явне та Ялишів.

## Історія
Громада утворена 27 липня 2016 року шляхом об'єднання Баранівської міської ради, Полянківської селищної ради, Берестівської, Вірлянської, Жарівської, Зеремлянської, Йосипівської, Кашперівської, Марківської, Рогачівської, Смолдирівської, Суємецької та Ялишівської сільських рад Баранівського району Житомирської області.
Відповідно до розпорядження Кабінету Міністрів України № 711-р від 12 червня 2020 року «Про визначення адміністративних центрів та затвердження територій територіальних громад Житомирської області», до складу громади були включені територія та населені пункти Першотравенської селищної ради Баранівського району Житомирської області.
Відповідно до постанови Верховної Ради України № 807-IX від 17 липня 2020 року «Про утворення та ліквідацію районів», громада увійшла до складу новоствореного Новоград-Волинського (згодом — Звягельський) району Житомирської області.

## Старостинські округи
Берестівський, Вірлянський, Жарівський, Зеремлянський, Йосипівський, Кашперівський, Марківський, Першотравенський, Полянківський, Рогачівський, Смолдирівський, Суємецький, Ялишівський.